# Der Himmel reißt auf
Der Himmel reißt auf ist ein Duett des deutschen Popsängers Joel Brandenstein und der deutschen Pop- und Schlagersängerin Vanessa Mai. Das Stück ist die dritte Singleauskopplung aus Brandensteins dritten Studioalbum Frei.

## Entstehung und Artwork
Der Himmel reißt auf wurde von Joel Brandenstein selbst, mit dem Koautoren Simon Müller-Lerch (Sera Finale), geschrieben. Die Produktion erfolgte unter der Leitung des Prinzen-Gründungsmitgliedes Kai Oliver Krug (Nautilus).
Auf dem Frontcover der Single sind – neben Künstlernamen und Liedtitel – die beiden Interpreten zu sehen. Es zeigt Brandenstein und Mai, die sich gegenüber stehen und sich dabei in die Augen sehen. Brandenstein befindet sich hierbei, vom Betrachter aus gesehen, auf der linken Seite mit schwarzer Kleidung, Mai auf der rechten Seite mit weißer Kleidung. Zwischen den beiden befindet sich der Liedtitel, am oberen Rand des Frontcovers die Interpretenangaben. Die Fotografie entstammt den Arbeiten zum dazugehörigen Musikvideo.

## Veröffentlichung und Promotion
Die Erstveröffentlichung von Der Himmel reißt auf erfolgte als Download und Streaming am 8. Mai 2020. Die Veröffentlichung erfolgte als Einzeltrack durch das Musiklabel RCA Deutschland, der Vertrieb erfolgte durch Sony Music. Der Himmel reißt auf erschien nach Frei und Dein Applaus als dritte Singleauskopplung aus Brandensteins dritten Studioalbum Frei.
Um die Veröffentlichung des Liedes zu bewerben, veröffentlichte Mai am 4. Mai 2020 Bilder, bei dem sie Outfits aus dem Musikvideo trug. Darüber hinaus hinterließ sie als Kommentar Zeilen aus dem Lied wie unter anderem „Ich seh das Funkeln in deinen Augen“ oder auch „Ich singe deine Melodie“.

## Hintergrundinformation
Brandenstein habe bereits während des Schreibens die Idee zu einem Duett gehabt. Laut eigenen Aussagen habe er dabei sofort an Mai gedacht und diese an Erste und Einzige angefragt. Mai habe nach eigenen Aussagen das Stück sofort gefallen und gleich zugesagt. Brandenstein und Mai sangen das Lied erstmals während des Konzertes Zuhause 2024 – Das Heimspiel live in Stuttgart in der Porsche-Arena am 4. Mai 2024.

## Inhalt
| „Und der Himmel reißt auf. Ich hab’ schon immer gewusst, dass wir uns irgendwann begegnen. Und der Regen hört auf. Sag mir, wo bist du mein ganzen Leben gewesen? Spürst du es auch, wie es schlägt, sich bewegt, alles bebt? Hab’ dir so viel zu erzähl’n. Der Himmel reißt auf. Und der Regen hört auf.“ – Refrain, Originalauszug | Der Liedtext zu Der Himmel reißt auf ist in deutscher Sprache verfasst. Die Musik und der Text wurden gemeinsam von Joel Brandenstein und Sera Finale geschrieben beziehungsweise komponiert. Musikalisch bewegt sich die Ballade im Bereich der Popmusik. Das Tempo beträgt 134 Schläge pro Minute. Die Tonart ist Des-Dur. Inhaltlich geht es in dem Lied darum, dass man niemals die Hoffnung aufgeben sollte, irgendwann die wahre Liebe zu finden. Auch wenn es bei manchen Menschen etwas länger dauere, sei es umso erfüllender, wenn der Moment schließlich gekommen sei, so Brandenstein. Aufgebaut ist das Lied auf zwei Strophen, einem Refrain sowie einem Outro. Das Lied beginnt mit der ersten Strophe, die von Brandenstein gesungen wird. Auf die erste Strophe folgt zunächst ein sogenannter Pre-Chorus, der nur aus zwei Zeilen besteht, ehe sich der eigentliche Refrain anschließt. Der Pre-Chorus wird alleine von Brandenstein gesungen, im Refrain steigt erstmals Mai ein. Der gleiche Vorgang wiederholt sich mit der zweiten Strophe, wobei diese und der erneut anschließende Pre-Chorus hauptsächlich von Mai gesungen werden, Brandenstein wirkt als Begleitsänger mit. Der zweite Refrain wiederholt sich ein zweites Mal, bevor das Lied mit dem zweizeiligen Outro endet. Das Outro besteht aus den beiden letzten Zeilen des Refrains: „Der Himmel reißt auf. Und der Regen hört auf.“ |

## Musikvideo
Das Musikvideo zu Der Himmel reißt auf feierte am 7. Mai 2020 um 23:59 Uhr seine Premiere auf YouTube. Es zeigt Brandenstein und Mai, die zum einen jeder für sich, als auch zusammen das Lied singen. Sie befinden sich in einem Gebäude mit heruntergekommenen Wänden, das aber mit neuen Möbeln ausgestattet wurde. Beide singen einzeln das Lied an verschiedenen Standorten in dem Gebäude. Brandenstein ist zum Teil auch an einem weißen Piano zu sehen, an dem er sich selbst begleitet. Gegen Ende des Videos stehen sich beide gegenüber und über ihnen sieht man den Himmel anstatt die Decke des Raums. In den letzten beiden Szenen sieht man beide wieder einzeln, wie sie jeder für sich ein Licht einschalten. Zwischendurch sind immer wieder kurze Szenen eines Paares zu sehen, die den Tag zusammen an verschiedenen Orten in der Natur verbringen. Die Gesamtlänge des Videos beträgt 3:00 Minuten. Regie führte der Mannheimer Mikis Fontagnier, der auch schon bei Mais Musikvideo Hast du jemals Regie führte. Bis heute zählt das Musikvideo über 7,6 Millionen Aufrufe bei YouTube (Stand: September 2022).

## Mitwirkende
| Liedproduktion - Joel Brandenstein: Gesang, Komponist, Liedtexter - Kai Oliver Krug: Musikproduzent - Vanessa Mai: Gesang - Simon Müller-Lerch (Sera Finale): Komponist, Liedtexter | Artwork - Mikis Fontagnier: Regisseur (Musikvideo) Unternehmen - RCA Deutschland: Musiklabel - Sony Music: Vertrieb |

## Rezeption

### Rezensionen
Patrick Kollmer von schlagerplanet.com beschrieb Brandensteins Stimme als „rauchig-ehrlich“. Die Stimme von Mai beschrieb er als „unschuldig“. Diese Kombination gehe vor allem im gemeinsam besungenen Refrain komplett auf und überzeuge gerade wegen der unterschiedlichen Stimmfarben.
Yannik Gölz vom deutschsprachigen Online-Magazin laut.de bewertete Brandensteins Album Frei mit lediglich einem von fünf Sternen. Während seiner Rezension kam er zum Entschluss, dass Der Himmel reißt auf nach der Hochzeit eines entfernten Verwandten klinge, auf die man nie wollen würde. Mai klinge uninspiriert und Brandenstein klinge, wie er immer klingt, weil er genau eine Art zu singen beherrsche.

### Charts und Chartplatzierungen
Der Himmel reißt auf erreichte in Deutschland Rang 89 der Singlecharts und platzierte sich eine Woche in den Top 100. In den Midweekcharts der ersten Verkaufswoche erreichte die Single noch Rang 73. Darüber hinaus platzierte sich die Single auf Rang vier der deutschen Downloadcharts.
Brandenstein erreichte mit Der Himmel reißt auf zum sechsten Mal die deutschen Singlecharts als Interpret sowie zum vierten Mal als Autor. Mai erreichte hiermit als Interpreten nach Wolke 7, Ich sterb für dich und Wir 2 immer 1 zum vierten Mal die Singlecharts in Deutschland. Für Nautilus ist Der Himmel reißt auf die zweite Produktion nach Weil ich wieder zu Hause bin (Alexander Knappe), die die deutschen Charts erreichte.